# مايكل كامينسكي
مايكل كامينسكي (بالبولندية: Michał Kamiński)‏ (17 مايو 1987 في بولندا - ) هو لاعب كرة طائرة بولندي في مركز مهاجم ‏. لعب مع MKS Będzin ‏.